# Kültepe
Kültepe (Turks: Asheuvel) is een modern dorpje gelegen bij de ruïnes van de stad Kaneš of Kanesh (Hettitisch: Neša, later ook Anisa), in de provincie Kayseri in Turkije. De dichtstbijzijnde stad is Kayseri, ongeveer 20 km naar het zuidwesten. Kültepe ligt in de vlakte van Kayseri, die in het zuiden begrensd wordt door het vulkanische massief Erciyes Dağı. De opgravingen bevinden zich bij het gehucht Karahöyük en rond 20 km ten zuiden van de rivier Kızılırmak.
Kaneš was bewoond vanaf het chalcolithicum tot de Romeinse tijd. Het was een bloeiende Hattische/Hettitische/Hurritische stad, met een grote handelsnederzetting (kârum) van het Oud-Assyrische Rijk, vanaf ca. de 20e tot de 16e eeuw v.Chr.
De opgravingen strekken zich uit over twee gebieden, de beneden- en de bovenstad. De resten van de bovenstad met de citadel liggen op een 20 m hoge, vrijwel cirkelvormige heuvel met een doorsnee van ongeveer 520 m. De benedenstad bevindt zich in de vlakte.
Voor de bovenstad kan bewoning vanaf de Vroege Bronstijd tot de Romeinse tijd aangetoond worden, zij het met onderbrekingen. De benedenstad was in de Midden-Bronstijd bewoond en in de Antieke tijd werden er graven aangelegd.

## Naam
Kültepe is een van de weinige archeologische vindplaatsen in Anatolië waarvan we met zekerheid de naam kennen, zoals deze in de Bronstijd geweest is. Uit de gevonden documenten in spijkerschrift heette de stad destijds Kaniš (Kaneš; kà-ni-išKI) en in het Hettitisch Nēša (URUNe-e-ša). De Hettieten gebruikten beide namen afwisselend; het is erg onwaarschijnlijk dat Nēša de bovenstad en Kaniš dat deel van de benedenstad aanduidde waar zich het kārum bevond. De naam van de Antieke nederzetting was Anisa (ΑΝΙΣΑ), zoals blijkt uit een gevonden inscriptie. De oude naam Kaniš duikt opnieuw op in een Osmaans juridisch document van de 17e eeuw waarin sprake is van het dorp kariye i-Kıŋıš. De etymologie van het toponiem is onbekend.
De Hettieten noemden hun taal naar deze stad našili, nešili of nešumnili. Dit is een aanduiding dat de stad en de streek eromheen tot het stamland van dit volk behoorde. In het Nieuwassyrisch is een woord allānkaniš, allākkaniš (Kaniš-Eikel) overgebleven, dat vermoedelijk hazelnoot betekent. Deze noten werden al in de Bronstijd als delicatesse verhandeld van de kust van de Zwarte Zee via Kaniš naar Mesopotamië, waar hazelaars niet voorkomen.

## Opgravingen
Sinds 1880 doken er op de markt tabletten met spijkerschrift op die naar hun herkomst Cappadocische tabletten genoemd worden. Er waren zo'n 3000 teksten; de meeste ervan zijn inmiddels gepubliceerd. In 1925 werd Kültepe als de bron ervan geïdentificeerd.
De eerste opgravingen werden uitgevoerd door Ernest Chantre in de jaren 1893 en 1894. Op zoek naar de Hettitische hoofdstad Ḫattuša ondernam Hugo Winckler 1906 proefopgravingen in Kültepe. De benedenstad werd pas in 1925 door Bedřich Hrozný ontdekt. Sinds 1948 werd de vindplaats systematisch onderzocht door de "Türk Tarih Kurumu", het Turkse historische gezelschap onder leiding van Tahsin Özgüç. Sinds 2006 leidt Fikri Kulakoğlu de opgravingen.

### Documenten

Centraal-Anatolië tijdens de kārum-tijd

Bij de opgravingen werden er nog veel meer kleitabletten gevonden met inscripties in de oud-Assyrische variant van het Akkadisch. In 2011 waren er in totaal meer dan 23.000 behorende tot ten minste 70 verschillende archieven. De meeste ervan stammen uit het kārum II, zo'n 500 uit het kārum Ib, en ongeveer 50 uit de bovenstad. Nog meer oud-Assyrisch materiaal werd in Boğazkale (oud-Assyrisch Ḫattuš), Alişar Höyük (Amkuwa) en Acemhöyük gevonden. De tabletten zijn meest van commerciële aard zoals overeenkomsten, schuldbrieven, inventarislijsten, reiskosten, juridische documenten of brieven. Er zijn echter ook huwelijkscontracten, testamenten, scheidingspapieren, toverspreuken en vertellingen. Actuele politieke zaken komen maar zelden aan bod. Voor een deel zijn echter de namen van de huiseigenaars en van hun familie wel bekend.

### Codering en ontcijfering
De tabletten omvatten een tijdbestek van ca 250 jaar. De sinds 1948 in Kültepe gevonden tabletten krijgen de afkorting 'kt' of 'k' mee (voor karum). De vondsten van 1948 tot 1972 krijgen de letters a-z, nadien worden de laatste twee plaatsen door een jaartal ingenomen.
Het enorme aantal van meer dan 23.000 tabletten (2013) worden door meerdere wetenschappers bewerkt, maar het grootste deel van de teksten liggen nog op publicatie te wachten en zijn daardoor maar voor weinig onderzoekers toegankelijk. Omdat er steeds nieuw materiaal bekend wordt moeten de onderzoeksresultaten regelmatig bijgesteld worden omdat er telkens nieuwe gegevens zijn.
Tot voor kort werden bijvoorbeeld Ḫurmeli en Ḫarpatiwa als koningen van Kaniš beschouwd; nu denken we dat Ḫarpatiwa alleen maar rabi simmiltim („Overste van de Trap“) in Kaniš was, wat overigens wel de machtigste positie behoudens de koning was. Ḫurmeli werd enige tijd gezien als koning van Mama, dan juist van Ḫarsamna en uiteindelijk weer als ten minste de Hoge Koning van Kaniš.

## Chronologie
Archeologisch kunnen de vondsten op de heuvel in 18 lagen worden onderverdeeld. Ze worden genummerd van 1 tot 18, waarbij laag 1 de bovenste en daarmee de jongste laag vondsten vertegenwoordigt. De bouwwerken in de benedenstad worden in vijf lagen onderverdeeld. Zij worden met Romeinse cijfers genummerd. De laag Ia van de benedenstad komt qua tijd overeen met de laag 6 van de bovenstad.
De lagen uit de Midden-Bronstijd kunnen nauwkeuriger gedateerd worden door het gebruik van Assyrische eponiemenlijsten. We volgen hier middelste chronologie die de verovering van Babylon door Muršili I in 1595 v.Chr. plaatst. Hoewel de absolute chronologie nog steeds omstreden is, is de middelste chronologie het meest gebruikelijk in het onderzoek van de oud-Assyrische tijd. Ook hier geldt dat zaken aan het licht kunnen komen die herziening kunnen vereisen. De dendrochronologie heeft echter wel een aantal belangrijke ijkpunten verschaft, hoewel ook die techniek een bepaalde onzekerheid bezit.
| Stratigrafie van Kültepe | Stratigrafie van Kültepe | Stratigrafie van Kültepe         | Stratigrafie van Kültepe | Stratigrafie van Kültepe                          | Stratigrafie van Kültepe                                                                                    |
| Heuvel                   | Vlakte                   | Tijdperk                         | Naam                     | Betekenis                                         | Details |
| ------------------------ | ------------------------ | -------------------------------- | ------------------------ | ------------------------------------------------- | --- |
| 18                       | —                        | Vroege Bronstijd I               |                          |                                                   | Prehistorie                                                                                                 |
| 17–14                    | —                        | Vroege Bronstijd II              |                          |                                                   | Prehistorie                                                                                                 |
| 13–11                    | —                        | Vroege Bronstijd III             |                          |                                                   | Prehistorie                                                                                                 |
| 10                       | IV                       | Midden-Bronstijd                 |                          | Begin van de stedelijke ontwikkeling              | Nog weinig opgegraven. Waarschijnlijk nog prehistorisch                                                     |
| 9                        | III                      | Midden-Bronstijd                 |                          |                                                   | Nog weinig opgegraven. Waarschijnlijk nog prehistorisch                                                     |
| 8                        | II                       | kārum-tijd 1974/1927–1836 v.Chr. | Kaniš                    | centrum van de Assyrische handel in Anatolië      | Drinkbekers in de vorm van dieren uit aardewerk. Bullae van Naram-Sin van Eshnunna. Verwoesting door brand. |
| 7                        | Ib                       | kārum-tijd 1832/1800–1719 v.Chr. | Kaniš                    | Assyrisch handelscentrum                          | Na korte onderbreking herbouw. Handel met Ishme-dagan. Nederzetting opnieuw platgebrand                     |
| 6                        | Ia                       | Oud-Hettitische tijd             | Neša                     | heeft geen centrale betekenis meer                | Geen Assyrische nederzettingen meer Hettitische gebouwen.                                                   |
| Onbewoond                |                          |                                  |                          |                                                   | |
| 5–4                      | —                        | IJzertijd 9e/8e eeuw v.Chr.      |                          | centrum in het Luwische land Tabal                | |
| Onbewoond                |                          |                                  |                          |                                                   | |
| 3                        | Graven                   | Hellenistische tijd              | Anisa                    | Polis; munten vanaf 323 v.Chr.                    | |
| 2–1                      | Graven                   | Romeinse tijd                    |                          | onbelangrijke nederzetting; munten tot 180 n.Chr. | |

Daarenboven werden in het gebied van de benedenstad enige graven aangetroffen uit de vroege Middeleeuwen, maar vooralsnog geen sporen van een nederzetting.

### Dendrochronologie
Dendrochronologisch onderzoek uit het paleis van laag 8 liet zien dat dit na 2024 v.Chr. gebouwd moet zijn, waarbij hout gebruikt werd dat enige honderden jaren oud was. Dit oude paleis (Turks: Eski Saray) werd door brand verwoest. Het hout voor het nieuwe paleis in laag 7 werd in het jaar 1833 geveld. Omdat in dit paleis een brief gericht aan koning Waršama van Kaniš gevonden is. wordt dit gebouw het Waršama-paleis (Turks: Warşama Saray) genoemd.

### Eponiemen
Uit de tijd van kārum II zijn verscheidene eponiemenlijsten gevonden die meestal met de troonsbestijging van Erišum I (= 1974 v.Chr.) beginnen en een totaal van 129 naar hoogwaardigheidsbekleders benoemde jaren omspannen. Bovendien is er een lijst uit het kārum Ib, die in het achtste jaar van Naram-Sîn (= 1864 v.Chr.) begint en 142 eponiemen geeft.
Er zijn momenteel (2013) twee gangbare modellen voor het tijdverloop. Het eerste model laat kārum II met het eerste jaar van Erišum I beginnen. Na de verwoesting van de nederzetting en het paleis rond 1835 werd het paleis weliswaar onmiddellijk herbouwd maar het kārum Ib pas na ongeveer 30 jaar. De tweede, wat jongere uitleg laat kārum II pas met het zevende jaar van Ikūnum (= 1927 v.Chr.) beginnen en het gat tussen kārum II en Ib wordt op 2 tot 3 jaar geschat. Aan de hand van de lijst die in het kārum Ib gevonden is, die echter niet compleet is en wat foutjes bevat kan het einde van kārum Ib op 1720 gedateerd worden.

### Munten
In de graven uit de Hellenistische en Romeinse tijd zijn vijf munten gevonden die beginnen met het jaar 323 v.Chr. en ophouden met het jaar 180 n.Chr. Daaruit kan een minimale duur van de Antieke nederzetting afgeleid worden.

## Geschiedenis

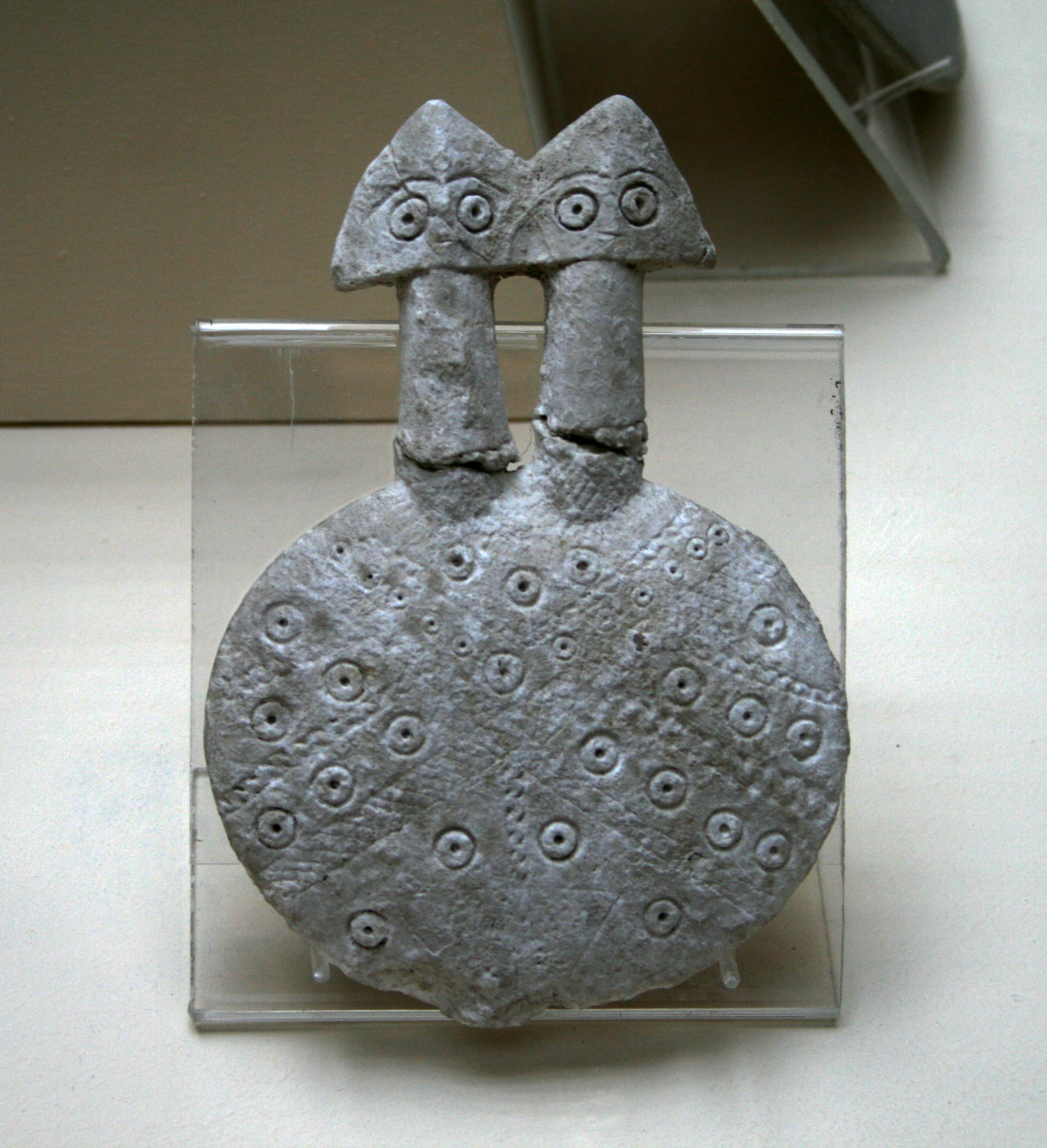
Figurine van een tweekoppige godheid uit de Vroege Bronstijd

### Legendes
Met Kaniš/Neša zijn twee legendes verbonden, waaruit overigens geen enkele historische conclusies getrokken kunnen worden.
In een tekst over de vroege Hettitische geschiedenis, de zogenaamde Zalpa-Tekst (CTH 3), wordt in het Woord Vooraf een legende verhaald, volgens dewelke de koningin van Kaniš tegelijkertijd aan dertig zonen het leven schonk, die zij -omdat zij dit griezelig vond- in de rivier de Maraššanta (Kızılırmak) gooide. De jongetjes werden naar zee gespoeld en in Zalpa grootgebracht. Later baarde dezelfde vorstin dertig dochtertjes die ze wel zelf grootbracht. Eenmaal volwassen gingen de zonen op zoek naar hun moeder in Kaniš en huwden in onwetendheid met de dertig dochters ondanks de waarschuwing van de jongste zuster. De rest van het verhaal ontbreekt.
De fragmentarisch bekende Hettitische legende van Narām-Sîn (ca.2254-2218 v.Chr.) noemt onder de legendarische 17 vijanden van deze Akkadische koning ook een koning Zipani van Kaniš.

### Vroege Bronstijd
De oudste bouwwerken stammen uit de Vroege Bronstijd. Het zij huizen met meerdere kamers opgetrokken uit lemen tichels op een stenen fundament. De graven werden binnen de nederzetting aangelegd. Er bevinden zich typische ronde graven onder die in de regel uit twee kamers bestaan.
Uit de Vroege Bronstijd III (laag 12) stamt het oudste grote gebouw dat ontdekt is, een Megaron, mogelijk een paleis of tempel. In de centrale zaal bevond zich een ronde haard met vier zuilen. Op de bodem werden vier godenbeelden uit albast gevonden. Deze hebben een schijfvormig lijf dat met geometrische motieven getooid is. De idolen hebben een, twee, of zelfs drie hoofden met lange halzen. Bij een paar ervan is er op het lijf nog een idool aangegeven dat ook meerkoppig kan zijn.
Andere idolen uit die tijd tonen een godin op een troon die met haar handen haar naakte borsten ondersteunt. Het keramiek is met de hand vervaardigd en is typerend voor de hele vlakte van Kayseri, en toont verwantschap aan de keramiek van het noordelijker gelegen Alişar Höyük. Toch onderscheiden zich het aardewerk en de idolen en andere artefacten duidelijk van de noordelijke cultuur aan de middenloop van de Kızılırmak, die aan de Hattiërs toegeschreven wordt. Zelfs in oudste laag wordt al aardewerk aangetroffen dat uit Syrië ingevoerd was.

### Midden-Bronstijd

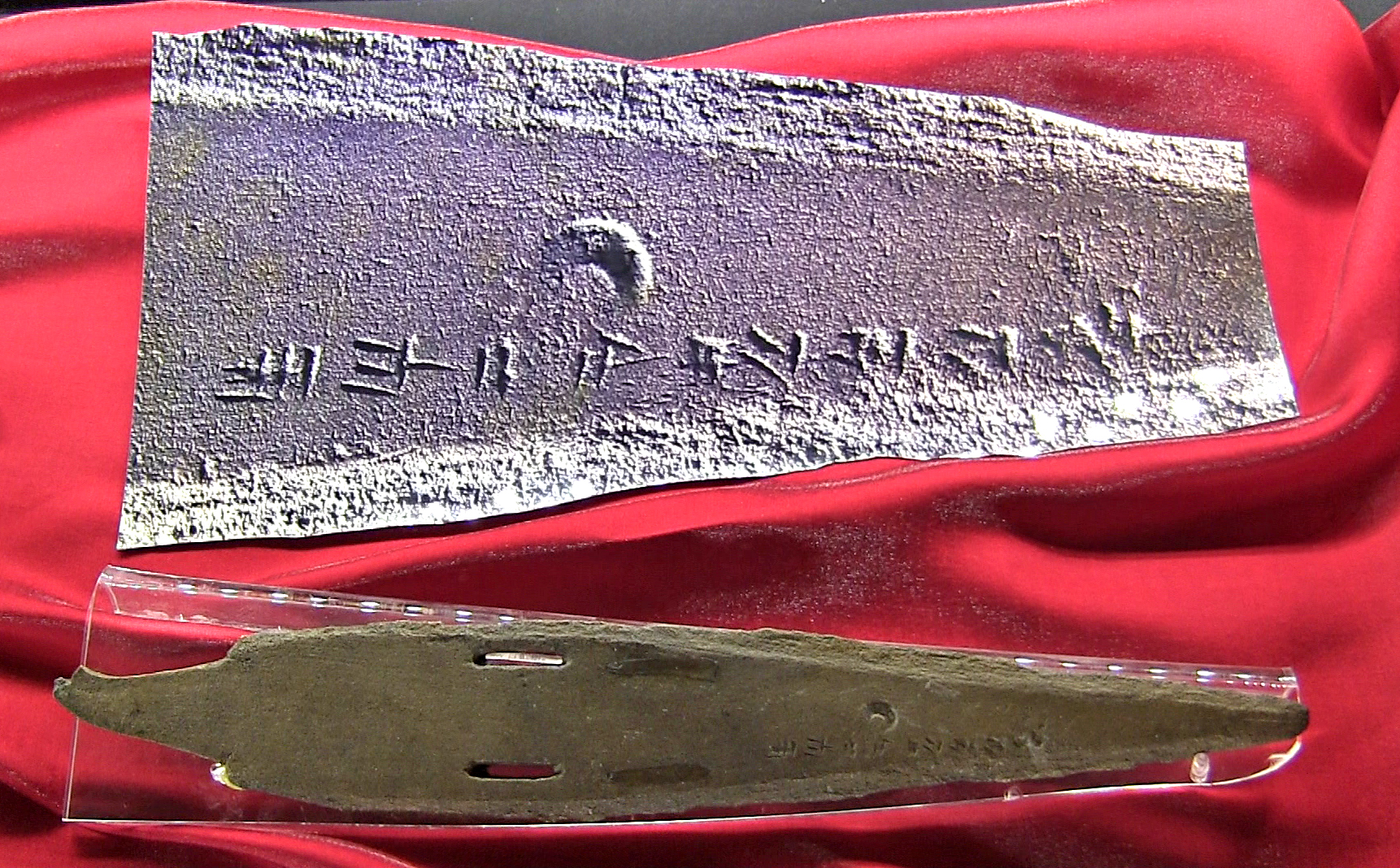
In de bovenstad van Kültepe gevonden bronzen dolk van Anitta met vergroting van het spijkerschift, Museum van Anatolische beschavingen, Ankara

In deze tijd ontwikkelde Kaniš zich tot het belangrijkste centrum aan de bovenloop van de Kızılırmak en zelfs tot de belangrijkste handelsplaats van Anatolië. Met de stichting van een Assyrische handelsnederzetting (kārum) na 2000 v.Chr. begint de historische periode. De meer dan 23.000 tabletten van kārum II getuigen van het bloeiende zakenleven, maar ook van de politiek, religie en het privéleven van de Assyrische handelaren en deels ook van de inheemse bevolking. De vondsten hier zijn van buitengewoon belang voor de studie van deze periode zowel in Anatolië als in Assyrië tussen 2000 en 1700 v.Chr.
De enige koning van Kaniš waar we zeker van zijn in de tijd van kārum II, is Labarša. Andere personen die eventueel in aanmerking komen als koning gezien te worden zijn Papala en Kuku. Rond het jaar 1835 v.Chr. werden kārum en bovenstad door brand verwoest.
Van de geschiedenis van laag kārum Ib begint het beeld langzaam wat duidelijker te worden hoewel er nog steeds grote onzekerheden zijn
Kaniš werd rond 1835 verwoest, mogelijk door koning Uḫna van Zalpa, die het godenbeeld van de stad naar Zalpa afvoerde. Koning Ḫurmeli van Ḫarsamna verdreef de veroveraar en stelde zijn rabi simmiltim Ḫarpatiwa in Kaniš aan. Inar greep de macht en sloeg negen jaar lang een beleg rond de stad Ḫarsamna, die daarna nog maar een onbetekenende rol speelde. Waršama, de zoon van Inar, erfde de heerschappij over Kaniš, maar hij werd door Pitḫana van Kuššara onderworpen. Pithana veroverde de stad "in de nacht met geweld" maar "deed aan niemand kwaad". Anitta, de zoon van Pitḫana, vestigde de stad opnieuw en breidde haar uit. Er was een opstand tegen hem maar hij onderdrukte deze en maakte de stad zijn hoofdstad. Hij veroverde ook Zalpuwa, nam koning Huzziya gevangen en haalde het gestolen "Sius"-beeld terug. Zijn autobiografie, de zogenaamde Anitta-Tekst (CTH 1), die in een kopie van de 16e eeuw v.Chr. in Ḫattuša gevonden is, is het oudste document in de Hettitische taal.
Na succesvolle veldslagen en de verwoesting van Ḫattuša noemde hij zich de Grote Koning, een titel die tot dan alleen de koning van Purušḫanda gedragen had. Het wegvallen van de teksten in het kārum Ḫattuš rond 1728 v.Chr., kan aan Anitta toegeschreven worden. Anitta werd opgevolgd door Zuzu de Grote Koning van Kaniš, blijkbaar met overslaan van de kroonprins Peruwa. Omdat hij ook koning van Alaḫzina genoemd wordt is het mogelijk dat hij Kaniš veroverde en Anitta of diens zoon overwon. Zijn opvolgers zouden uiteindelijk de hoofdstad naar Hattusa verplaatsen.
Het einde van het Midden-Brons en het verdwijnen van de Assyrische kārums ging in grote delen van Anatolië met geweld en brandstichting gepaard. Bij opgravingen in Kalehöyük is dat bijzonder duidelijk geworden door de vondst van een slachtoffer doorboord door een speer en een groep van elf slachtoffers, waaronder kinderen die onder een brandend gebouw omgekomen waren.

### Hettietentijd
Na de verwoesting van het Assyrische nederzetting werd Kaniš of liever Neša ingelijfd in het Hettitische Rijk. Het was echter een plaats zonder al te veel betekenis in de politieke of economische zin van het woord. Belangrijk zijn wellicht de cultusteksten van de „Zanger van Kaniš“. Onder koning Ḫattušili III drongen de Kaskiërs over de Maraššanta (Kızılırmak) en plunderden Ort Kaniš. Verder zijn er uit de bloeitijd van het Hettitische Rijk geen vondsten uit Kültepe en er is sprake van een lacune van enige honderden jaren in wat er plaatselijk gevonden wordt.

### IJzertijd
In de IJzertijd was Kültepe weer een plaats van belang, ditmaal als deel van de staat Tabal. De stad op de heuvel was nu omgeven door een muur. Er is Frygische invloed merkbaar in het beschilderde aardewerk en de bronzen fibula's. Omdat er geen laat-Luwische inscripties gevonden zijn is het niet mogelijk te bepalen welke van de bekende koningen van Tabal geassocieerd zijn met de nederzetting. Ook haar einde is niet duidelijk. Mogelijk was er een inval van de Cimmeriërs.

### Klassieke Oudheid
Tijdens het hellenisme was de stad, nu Anisa genaamd een bloeiende polis met een eigen raad boulē. In een inscriptie uit ca. 150 v.Chr. worden feesten ter ere van Zeus Soter en Herakles en een tempel van Astarte genoemd, wat op Syrische invloed duidt. Tegen de tijd van de Romeinen verloor de stad weer aan betekenis mogelijk ten gevolge van de Mithridatische oorlogen. De antieke stad was dicht bebouwd en beschermd door een stadsmuur waarin deels elementen uit de IJzertijd in verwerkt waren.

## Het leven in hetkārum
|  |  |  |

### Opbouw van de nederzetting
In de bovenstad bevond zich het koninklijk paleis en een aantal tempels. Vermoedelijk bevond zich hier ook het Assyrische kārum-huis (bīt kārim) met de Assyrische administratie. De benedenstad strekte zich zowel oostelijk als westelijk van de heuvel uit over een lengte van 2 km.
Het eigenlijke kārum, waar de Assyrische handelaars woonden lag in het noordoosten en strekte zich uit over een oppervlak van zo'n 250×300 m². Een begraafplaats was er niet. De doden werden onder de vloer van het huis begraven.
De heuvel was versterkt met een stadsmuur en ongeveer in het midden stond de citadel met het koninklijk paleis. Het paleis 8 in de tijd van kārum II wordt het 'Oude Paleis' (Turks: Eski Saray) genoemd. Het werd na 2024 gebouwd en werd rond 1835 v.Chr. door brand verwoest. Zijn opvolger paleis 7 dat rond 1833 v.Chr. gebouwd werd, wat overeenkomt met kārum Ib, mat 120 x 110 meter en omvatte de citadel.
Het paleis bestond uit een grote hof aan de zuidkant en een gebouwencomplex aan de noordkant. De gebouwen hadden ten minste twee etages, hoewel alleen resten van de begane grond gevonden zijn. Er waren 42 vertrekken, daaronder opslagruimtes, administratieve ruimtes en onderkomens. De koninklijke vertrekken waren mogelijk op de bovenverdieping. Omdat in dit paleis een brief gevonden is aan koning Waršama gericht en afkomstig van koning Anumḫirbe van Mama, wordt dit paleis ook het Waršama-paleis genoemd (Turks Warşama Sarayı).
Ten zuidwesten van de citadel bevond zich een tempelwijk met vier heiligdommen, die tot laag 7 behoren en dezelfde indeling vertonen. Aangezien laag 7 overeenkomt met de nabijgelegen gebouwen waarin de Anitta-dolk gevonden is, kan aangenomen worden dat dit de tempels zijn die in de Anitta-Tekst genoemd zijn. Ten zuiden van de tempelwijk en ten oosten van de citadel werden woonhuizen opgegraven
De benedenstad die maar ten dele onderzocht is was ook ommuurd. Het kārum besloeg maar een deel van de stad waarvan het grondpatroon vergelijkbaar is met dat van andere Anatolische steden. De straten werden min of meer haaks aangelegd. Ze konden zich verwijden tot pleinen en liepen in oost-westrichting loodrecht op de heuvel. Ze waren deels geplaveid, deels bestonden ze uit aangestampte aarde. Onder de straat verliep afwatering. De straten waren breed genoeg om toegang tot wagens te verschaffen. Een gebouwencomplex bestond meestal uit vier tot acht rechthoekige huizen met twee verdiepingen en een oppervlak van 40 tot 200 m². Bij de bouw werden op de begane grond twee vertrekken aangelegd. Naar behoefte en naar financieel vermogen kon een huis later uitgebouwd werden als de ruimte dat toeliet.

### Bevolking
De teksten van Kültepe en de personen die erin genoemd worden geven inzicht in de bevolking die de stad bewoonde. De meeste namen zijn Akkadisch en betreffen de handelaren die zich in de stad gevestigd hadden bijv. Iddin-Sîn en zijn familie. De Anatolische namen kunnen aan verschillende talen toegeschreven worden; het merendeel is duidelijk Hettitisch (bijv. Ḫalkiaššu, Ilališkan, Išputaḫšu), een kleiner deel Luwisch (bijv. Tiwatia, Ruwatia, Wašunani). Deze Hettitische en Luwische namen zijn de oudste getuigen van enige Indo-Europese taal.
Voor veel namen is het niet mogelijk de taal te bepalen. Ze zouden Hattisch kunnen zijn, maar ze kunnen ook uit ons onbekende talen stammen (bijv. Pikašnurikizi, Atamakuni, Taripiazi). Hurritische namen (bijv. Ḫarpatiwa, Imrimuša) verschijnen relatief laat; ze zijn erg zeldzaam en hun dragers behoren tot de bovenlaag.
Hoewel het gevaarlijk is op grond van een naam tot een etnische identiteit te besluiten kan er op statistische gronden wel gesteld worden dat de inheemse bevolking van
Kaniš en omgeving voornamelijk Hettitisch was. Meer naar het westen en zuiden woonden er waarschijnlijk Luwiërs, het koninkrijk Purušḫanda was waarschijnlijk Luwisch. Hattiërs woonden verder naar het noorden. Hun centrum was Ḫattuš. in het algemeen had Anatolië destijds een tamelijk gemengde bevolking. De Assyriërs noemden de inheemse bevolking nuwaʿum, en dat is op een Luwische naam terug te voeren, waarbij de verwisseling van l/n laat zien dat de ontlening via het Hurritisch plaats moet hebben gehad. Dat kan verklaard worden door aan te nemen dat de Hurrieten eerst met de Luwiërs in contact gekomen zijn, waarna de naam op elke Anatoliër toegepast ging worden. Daarna namen de Assyriërs de term over van de Hurrieten die hun noorderburen waren.

### Landbouw
De inheemse bevolking bedreef landbouw en veeteelt. Het jaar begon in oktober de landbouw met het ploegen (erāšum) en het zaaien van koren, voornamelijk gerst. Dan volgde er de olijvenoogst (serdum) van november tot december. In het voorjaar (dašʾū) was er het schapen scheren (buqūnum). Het rijpen van het graan (kubur uṭṭitim) was in de zomer (harpū) na de langste dag. Einde juli begon de oogst (ebūrum) met de sikkel (ṣibit niggallim) en het jaar eindigde in augustus met het werk op de dorsvloer (adrum). In september volgde nog het lezen van de druiven (qitip kerānim).

### De handelskolonie
Het kārum in de benedenstad was lange tijd het centrum van het Assyrische handelsimperium in Anatolië. Er woonden naar schatting 500 tot 700 mensen, voornamelijk Assyrische handelslieden en hun families, maar ook handelaars uit Syrië en uit Anatolië. Er is bewijs voor talrijke huwelijken van Assyriërs met inheemsen.

### De vrouw en de familie
In het Oude Assyrië hadden vrouwen een belangrijke rol te spelen en golden als gelijkwaardige partner. Ze vertegenwoordigden hun echtgenoot vaak zakelijk als hij langdurig afwezig was en bestuurden het huis. Ze konden eigen bezit hebben, zowel uit erfenis of door eigen handel verworven, bijvoorbeeld door het vervaardigen van textiel en de verkoop daarvan. Wel konden zij medeaansprakelijk gesteld worden voor de schulden van hun man. Vrouwen schreven brieven en traden als getuigen op. Soms hadden zij zelf hun eigen zegel, maar dat was minder gebruikelijk.
In veel huwelijksovereenkomsten eiste de man het recht op een tweede vrouw of slavin te nemen als het huwelijk na twee jaar nog kinderloos bleef. De handelaren die in Anatolië woonden hadden trouwens vaak twee vrouwen, een in Aššur en een in Kaniš. Als zij ouder werden scheidden ze vaak van hun Anatolische vrouw en gingen ze terug naar Aššur. Dat verklaart waarom er veel echtscheidingsbrieven gevonden worden. In deze documenten werd het scheidingsgeld vastgelegd, en ook wie welke kinderen kreeg. Weduwen en gescheiden vrouwen hertrouwden regelmatig. De Assyrische vrouw Ištar-lamassī huwde bijvoorbeeld na de dood van haar Assyrische man met een Anatoliër.
Kinderen waren van belang voor de voortzetting van de zaak en de ouderdomsverzorging van de ouders. Na hun dood voerden zij de nodige begrafenisrituelen uit. Er zijn enige overeenkomsten die stipuleren dat bij in gebreke blijven van de schuldenaar diens kinderen voor de schuldeiser werk zullen verrichten als afbetaling van de schuld. Een enkele keer werden de eigen kinderen ook als slaven verkocht.

### Handel

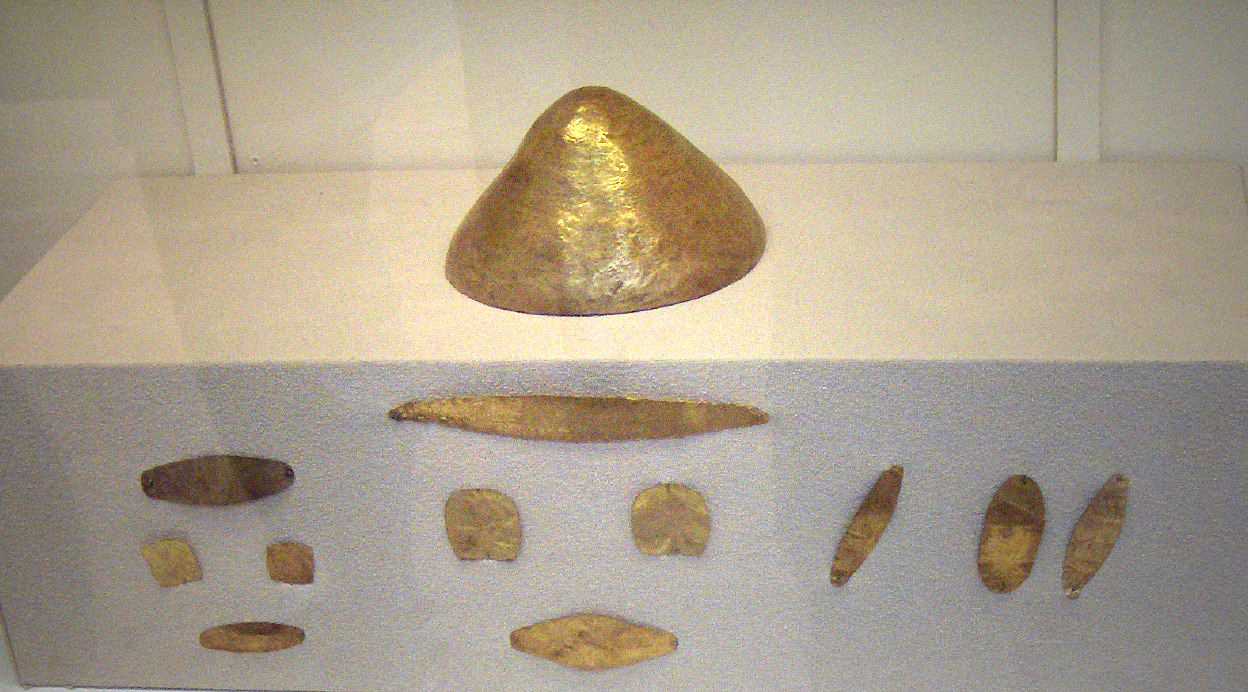
Gouden voorwerpen uit het kārum

Gehandeld werd er vooral met Assyrisch en Babylonisch (ṣubātū ša A-kà-dí-e) textiel en in metalen. De Assyrische handel steunde op een sterke textielindustrie die met hoge tolmuren beschermd werd. Larsen schat dat in de tijd van kārum II ca. 100.000 stuks wollen stoffen uit Assyrië naar Kaniš gebracht werd. Lapis lazuli (husārum) viel onder het monopolie van het stadhuis van Aššur en het kārum Kaniš zond heffingen direct daarheen. De prijs van Lapis lazuli in Aššur bedroeg ongeveer de helft van de prijs van zilver, in Kaniš werd het voor het drievoudige van de zilverprijs verhandeld. Deze waardevolle halfedelsteen kwam net als het in Anatolië ingevoerde tin (annukum) waarschijnlijk uit Afghanistan. IJzer (amūtum; ašium) was in Anatolië een gewild invoerproduct en was zes keer zo duur als zilver. Ook zilver en goud werden verhandeld.
De Assyriërs beheersten ook de handel in koper binnen Anatolië. Het kwam voor in het gebied langs de Zwarte Zee en in Ergani-Maden. Ook de handel in antimoon (lulāʿum), graan en wol was in hun handen. De grote vraag naar tin en koper in Anatolië wijst op een aanzienlijke bronsindustrie in het gebied.
De weg die de ezelskaravanen volgden voerde langs kleine (wabaratum) en grotere handelsnederzettingen (kārum). De laatste bevonden zich meestal in de hoofdsteden van de Anatolische stadstaten. Er voerden bruggen over de Kızılırmak, of anders waren er veren, waarvoor betaald moest worden. In de winter waren de bergpassen naar Mesopotamië gesloten omdat het te nat werd voor zwaar beladen lastdieren en wagens.

#### Smokkel
Om tol en belasting te ontduiken tierde de smokkel welig en handelaren stuurden elkaar brieven om hun handlangers te vertellen welke wegen veilig waren en waar het gevaar op de loer lag. Er wordt vaak verwezen naar de ḫarrān sūqinnim, de „Weg van het Gevaar“. Deze voerde onder andere naar het noordelijk gelegen Durḫumid. Lewy stelt de „Weg van het Gevaar“ gelijk aan de handelsweg die van Akçadağ over Darende, Gürün en Pınarbaşı naar de Kızılırmak en naar Alişar Höyük (Amkuwa) en Bogazköy (Ḫattuš) leidde. Gojko Barjamovic plaatst ze wat verder naar het oosten. De Noord-Syrische stad Timelkia was destijds een smokkelaarsnest, van waaruit waren naar het aan de benedenloop van de Kızılırmak gelegen Durḫumit gesmokkeld werden. Dit omzeilde dan de stad Ḫurama, die vooral van tol en heffingen leefde. Deze smokkelroutes stonden niet onder de bescherming van enige wetgeving. De waren van betrapte smokkelaars werden in beslag genomen door lokale heersers. Dat deed schade aan het kārum, daarom verfoeide het Assyrische beheer de smokkel net zo goed.

#### Prijzen
De prijzen van verschillende waren kunnen uit de teksten bepaald worden; honderd broden bijvoorbeeld kostten ⅓ sikkelen zilver, voor twee sikkelen kon je een schaap of een kilo koper kopen. Een kilo tin echter kostte 28 sikkel, een ezel of een slavin 20 en een stuk raqqutum-tekstiel 30 sikkelen zilver. Voor de tolbrug bij de stad Šalatuwar betaalde een handelaar 2½ mina's Kupfer, terwijl hij voor een overnachting 3 sikkel betaalde plus een mina koper voor het voeren van zijn ezel.

### Politiek & Bestuur
Anatolië was destijds opgedeeld tussen dozijn of wat kleine stadstaten die elkaar bestreden, zodat de politieke situatie snel veranderen kon. Dit was geenszins bevorderlijk voor de handel. De Assyrische inwoners van het kārum leefden onder Assyrisch recht en hadden een eigen bestuur met eigen autoriteiten. Ze waren dus extraterritoriaal.

#### De Assyriërs
Het kārum Kaniš had een bijzondere positie. Het ressorteerde direct onder de stadsraad van de stad Aššur (ālum ṣaher rabi), maar stond boven alle andere kārums in Anatolië. Het kon de andere kārums instructies en bevelen opleggen en was de hoogste juridische instantie voor de Assyrische handelaars in geheel Anatolië. Kaniš administreerde en controleerde de Assyrische handel en beheerde belastingen en heffingen. Directe diplomatieke onderhandelingen tussen de verschillende machthebbers in Anatolië en op hun gebied opererende handelaars was niet mogelijk, dat moest via het kārum Kaniš geregeld worden. De belangen van de hoofdstad Aššur werden door in Kaniš verblijvende afgezanten (šipirū ša alim) behartigd. Onder de verschillende kārums waren de kleinere wabartums gesteld, die door een lokale vergadering (ṣaher rabi) bestuurd werden.
De Anatolische heersers garandeerden de Assyriërs het recht van verblijf en verplichtten zich ook de nederzetting de beschermen. In geval van oorlog waren zijn verplicht vrije aftocht te garanderen. De archeologische vondsten laten ook duidelijk zien dat kārum II van Kaniš kort voor zijn verwoesting op geordende wijze verlaten werd. Er worden maar weinig zaken van waarde gevonden, onbegraven skeletten ontbreken geheel en de archieven zijn deels nog netjes opgeborgen. De plaatselijk heersers beschermden en controleerden de handelsroutes en konden daarvoor tol en belasting heffen. Als er een karavaan overvallen werd was de heerser verplicht het gestolen goed te achterhalen of anders de gedupeerde schadeloos te stellen.
De Assyrische handelaars moesten bij aankomst in een stad zich naar het paleis begeven en hun handelswaar declareren. 's Konings aandeel was 5% van de tekstiel (nisḫatum-belasting) en een bepaald deel van de metalen. Verder had de koning het recht als eerste ijzer en lapis lazuli te kopen en op 10% van het overblijvende tekstiel.

#### De Anatoliërs

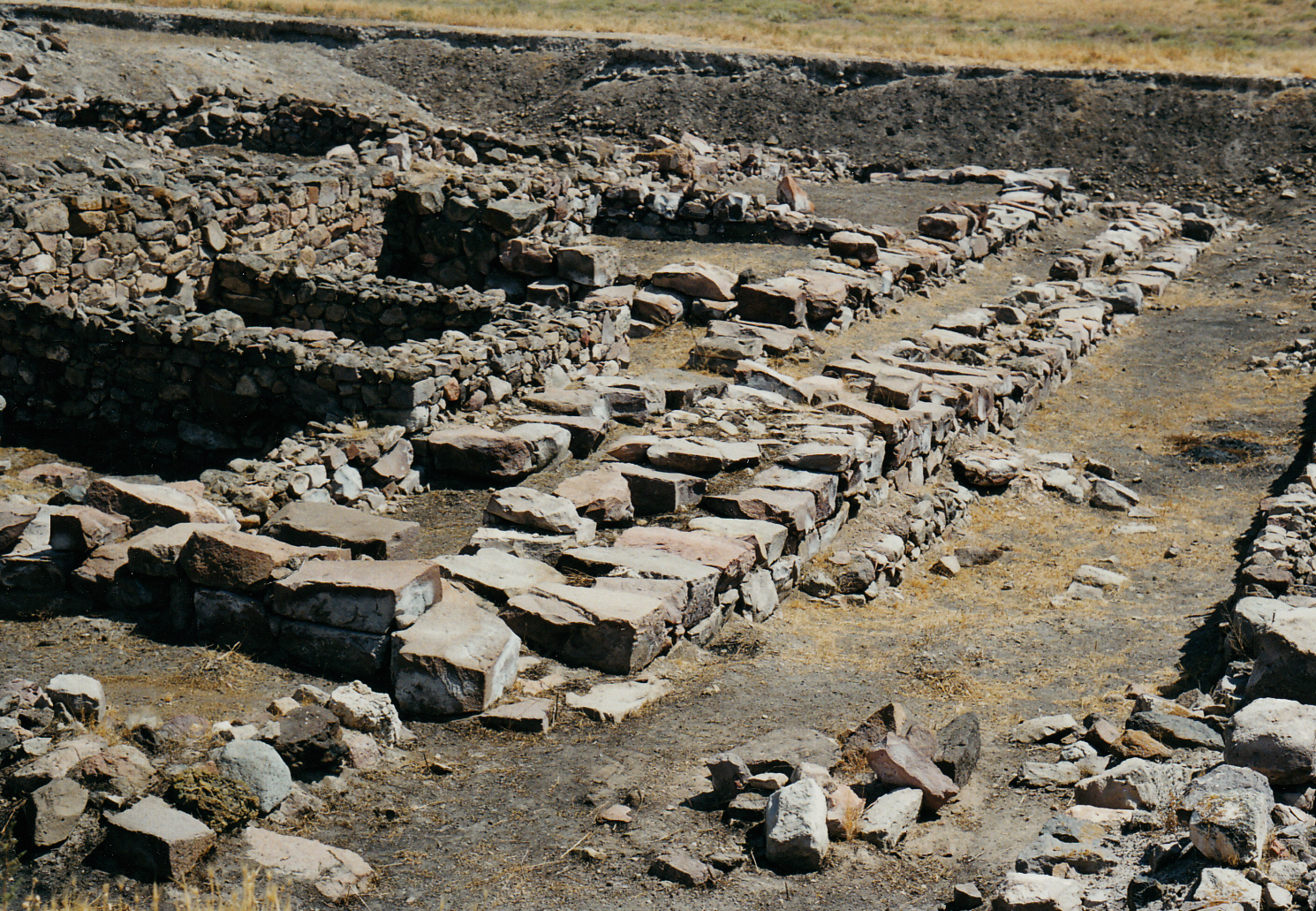
Zuidoosthoek van het paleis op de citadel van de bovenstad

Kaniš had als andere Anatolische steden een koning en een koningin, waarbij de verhouding tussen beide niet helemaal duidelijk is. Zowel de koning als de koningin konden bevelen geven of ze konden ook als paar optreden. Ze hadden een grote hofhouding om zich heen. Al met al zijn er zo'n 50 titels bekend in de oud-Assyrische taal die de hiërarchie van het paleis betreffen. Daarbij spreken sommige titels voor zichzelf, andere zijn wat moeilijker te begrijpen. De belangrijkste persoon na de koning was de rabi simmiltim „Grote van de Trap“. Hij wordt vaak met bij name genoemd en vaak in een adem met de koning. Hij was vermoedelijk de kroonprins. Daartegen spreekt echter dat Waršuma als zoon en opvolger van Inar bekend is, terwijl de laatste een rabi simmiltim had die Šamnuman heette. In het Assyrië van Erišum I betekende Trappenpoort of Tredenpoort zoiets als het hooggerechtshof.
| Koning rubāʿum | Grote van de Trap rabi simmiltim |
| -------------- | -------------------------------- |
| Ḫurmeli        | Ḫarpatiwa                        |
| Inar           | Šamnuman                         |
| Waršuma        | Ḫalkiaššu                        |
| Pitḫana        | Anitta                           |
| Anitta         | Peruwa Kammaliya                 |
| Zuzu           | Ištar-ibra                       |

De rabi sikkitim had blijkbaar nauwe betrekkingen met het paleis en bezat aanzienlijke macht; toch is zijn functie niet met zekerheid bekend De alaḫḫinnum wordt regelmatig vermeld. Het schijnt dat iedere stad zijn eigen alaḫḫinnum had. Ook hij had vrij veel macht en bestond bekend als een zuinig man als het op betalen aankwam. De Assyriërs moesten hem vaak gunstig stemmen met geschenken en uitnodigingen. Er is een geval bekend waarin het kārum van Kaniš een boycot tegen een alaḫḫinnum begon, omdat deze de verschuldigde bedragen niet wilde betalen.
Enige andere titels:
- rabi adrim „Grote van de dorsvloer“
- rabi bētim „Grote des huizes“, Majodomus
- rabi ḫuršātim „Grote van de opslagplaatsen“
- rabi kalbātim „Grote van de teven“
- rabi kirānim „Grote van de wijn“
- rabi maḫʾīrm „Grote van de marlt“, marktmeester
- rabi paššurī „Grote van de tafel“, hofmeester
- rabi perdim „Grote van de muilezels“
- rabi rēʾêm/rabi rēʾê „Grote van de herders“
- rabi ṣābim/rabi ṣābē „Grote van de arbeiders“
- rabi tergumannī „Grote van de vertalers“

### Religie

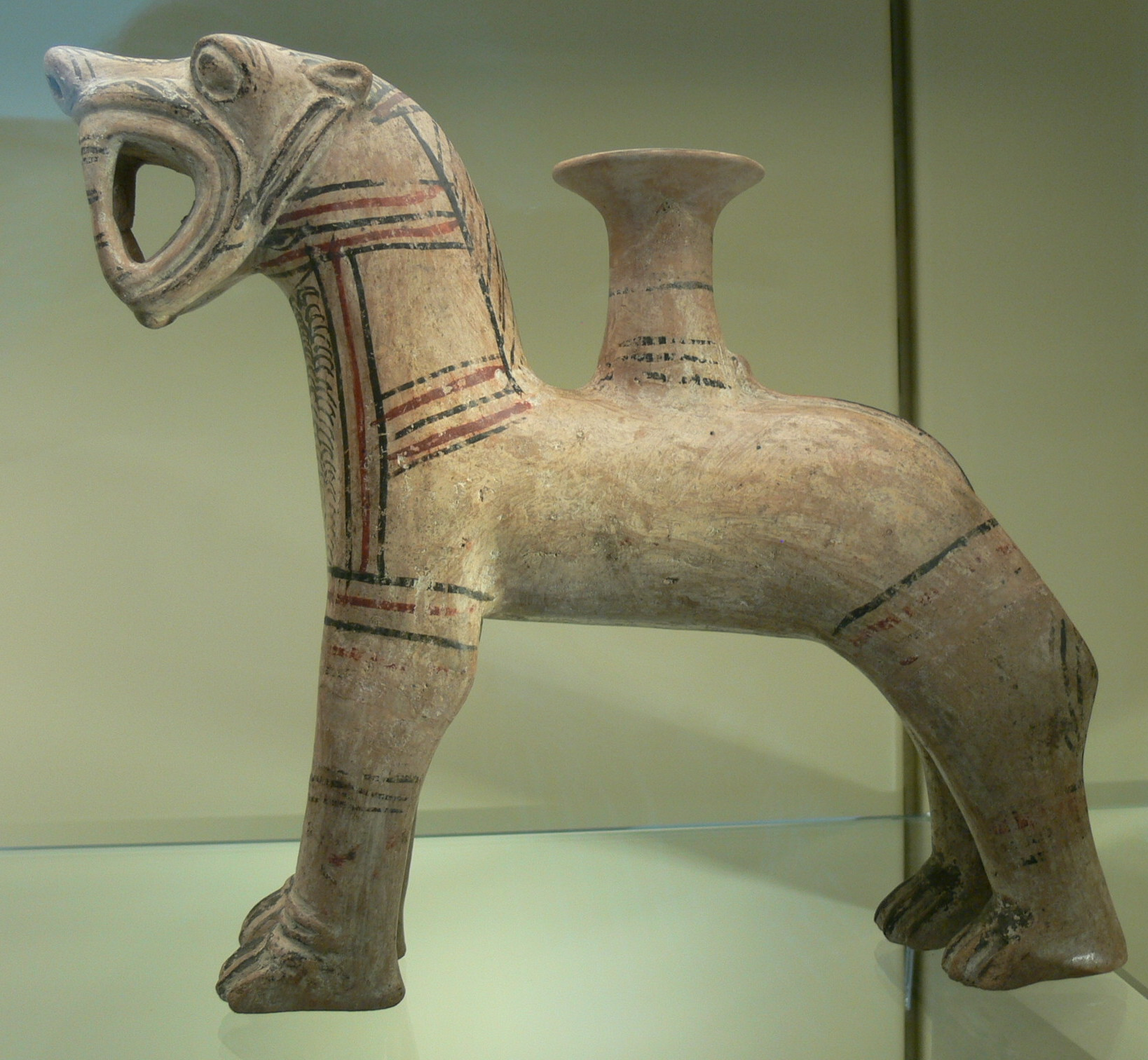
Ryton uit Kültepe voor een drankoffer

De religie in Kaniš bestond uit verschillende lagen; enerzijds beoefenden de in het kārum wonende Assyrische handelaren hun eigen religie; terwijl de Anatoliërs hun eigen culten hadden. Uit de persoonsnamen laten zich Hettitische, Luwische en Hurritische godennamen afleiden. Hoewel er enerzijds een scheiding tussen de verschillende vereringen te zien is, vond er anderzijds ook uitwisseling plaats. De Syrische godin Kubabat werd zowel door de Assyriërs als de Anatoliërs vereerd.

#### Anatolische culten
Hoewel er nog veel onduidelijk blijft, maken de spijkerschriftteksten duidelijk dat er zich tussen de lagen kārum II en Ib een verandering in de Anatolische religie voltrok. De teksten van kārum II noemen drie tempels. Daarvan bevonden zich de tempel van Annā en Nipas in Kaniš zelf, terwijl de tempel van Bēl qablim (Assyr. „Heer van de veldslag“) blijkbaar ergens anders stond, mogelijk in Ḫanaknak. Er worden acht verschillende feesten genoemd, met name als momenten waarop schulden terugbetaald moeten worden.

##### Religie van laag II
Annā was de inheemse hoofdgod in de tijd van laag II. Er wordt algemeen aangenomen dat Annā een godin was, waarvan de naam „Moeder“ (Hett. anna-, Luw. anna/i- „moeder“) betekende; een andere duiding zou Luw. annā- „Verstandigheid, ervaring“ kunnen zijn. Het is mogelijk Annā gelijk te stellen aan de gelijknamige godin van Emar, zoals Volkert Haas vermoedt, maar dwingende bewijzen zijn er niet. Annā wordt in overeenkomsten tussen Assyriërs en Anatoliërs samen met de Assyrische hoofdgod Aššur in eden aangeroepen. Op haar feest behoorde de koning haar tempel te betreden, waarin zich een zwaard bevond.
Nipas was de tweede belangrijke inheemse god. De naam zou "Hemel" kunnen betekenen (Hett. nepiš „hemel“), maar dit is nog omstreden. Ook Nipas had zijn eigen tempel in Kaniš en een eigen feest, waarbij de koning zijn tempel betrad. In de teksten uit laag Ib wordt Nipas niet meer genoemd, in zijn plaats verschijnt de weergod. Het is mogelijk dat dit een kwestie van schrijfwijze is en dat de schrijfwijze in lettergrepen Ni-pá-as door de sumerografische schrijfwijze dIM vervangen werd. Althans dit is denkbaar als het woord inderdaad "hemel" betekent. Theofore persoonsnamen geven echter aan dat de weergod Tarḫunna heette.
De derde belangrijke god van laag II was Parka, ook met een eigen feest. In de Hettitische tijd werd Parka in Ḫattuša in de tempel van de graangodin Ḫalki vereerd. Dit zou kunnen wijzen op de functie als vruchtbaarheidsgod. Omdat ook Parka ontbreekt in de latere laag Ib en in zijn plaats een graangodin Nisaba genoemd wordt, ligt deze interpretatie voor de hand; echter ook hier maken theofore persoonsnamen het waarschijnlijk dat met Nisaba de Hettitische graangodin Ḫalki bedoeld wordt. Het is opvallend dat de Assyrische graangodin Nisaba altijd sumerografisch als dNISABA geschreven wordt terwijl de inheemse godin telkens in lettergrepen als Ni-sà-ba verschijnt.
Verdere inheemse feesten in de tijd van kārum II werden voor Tuḫtuḫani, de oorlogsgod Bēl qablim, Ḫariḫari, Ilali en de zonnegod (dUTU) gevierd. Verder zijn er inheemse priesters voor Kubabat, Peruwa en Ḫigiša aan te tonen, de eerste twee zijn oude bekenden uit de Hettitische religie. Ten slotte wordt in eden ook nog Ḫumanu aangeroepen.

##### Religie van laag Ib
Het inheemse pantheon laat in de tijd van kārum Ib een geheel ander beeld zien. De hoofdgod is nu de weergod (dIM), daarnaast werd twee keer de weergod van het hoofd (dIM ša qaqqadim) genoemd. Beide zijn goed bekend in Hettitische teksten. Van de oudere hoofdgoden wordt Annā maar een keer genoemd. Nieuw zijn Aškašepa (Hett. „poort-demon“) en de riviergod (dÍD). Wat opvalt is dat de oudere goden Annā, Nipas, Parka en Ḫigiša nooit in persoonsnamen optreden. Daarentegen zijn namen met Peruwa of Ilali zeer frequent - Peruwa is zelf een van de geliefdste mannennamen - hoewel beide godheden maar een keer in de teksten genoemd worden.
Uit theofore persoonsnamen uit Kaniš kunnen naast Peruwa en Ilali nog de volgende Hettitische godheden nagewezen worden: de weergod Tarḫunna, de beschermgod Inar, de graangodin Ḫalki en de noodlotsgodin Gulša; daarbij komen nog de Luwische goden: de weergod Tarḫunz, de zonnegod Tiwaz, de beschermgod Runtia, de oorlogsgod Šanta en de noodlotsgodin Gulza. Deze namen zeggen niet zoveel over de lokale cultus in Kaniš, maar ze laten wel zien dat deze goden al in deze tijd wijd en zijd bekend waren. Ze zijn daarmee de vroegste Indo-Europese goden waar we weet van hebben.

#### Assyrische culten
De Assyriërs in Kaniš vereerden dezelfde godheden als in Aššur zelf. De hoofdgod was de gelijknamige godheid Aššur, die gewoonlijk in eden aangeroepen werd, soms samen met Annā. Terwijl de mannen bij de dolk (patrum) van Aššur zwoeren, legden vrouwen hun eed bij de tamboerijn (huppum) van Isjtar af. Schriftelijk is in Kaniš de „Poort Gods“ (bāb ilim) bekend, maar er zijn tot dusver geen archeologische resten van Assyrische heiligdommen gevonden. Andere Assyrische goden die in eden aangeroepen werden, waren Adad, Amurrum, Ilabrat en Nisaba. Ook de voorouders werden in eden aangeroepen. Priesters waren er voor Aššur, Isjtar en Sin, en ook een tempel Išḫara. Als offergave zijn vooral geldbedragen bekend, minder vaak dieren maar ook zonneschijven voor Aššur en vulva-ornamenten (habulaku) voor Isjtar.
Er zijn ook toverliederen bekend tegen Lamaštum, een ziekteverspreidende vrouwelijke demon die zwangeren en nieuwgeborenen bedreigde. Een andere toverspreuk beschermde tegen de „Zwarte Hond“, die op reizigers loerde die zich van karavanen verwijderden en nog een andere was er tegen het „Boze Oog“ (ēnum lamuttum). Deze magische liederen onderscheiden zich nauwelijks van die van Mesopotamië, waar ze een lange traditie hadden.

## Materiële cultuur

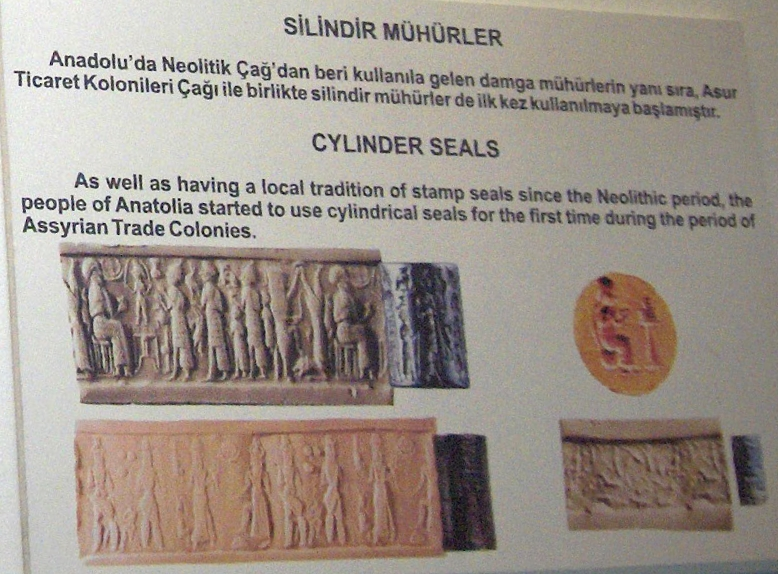
Rolzegel

### Zegels
Gestempelde zegels werden in Anatolië al in het neolithicum toegepast. Met de handelscontacten met Noord-Syrië en Mesopotamië kwamen in de 19e eeuw v.Chr. ook de rolzegels naar Anatolië en werden er al snel aan de inheemse stijl aangepast. De Anatolische rolzegels zijn vervaardigd uit hematiet en werden blijkbaar in Kültepe alleen in laag II gebruikt. Ze vertonen een lineaire stijl met een aantal motieven, vaak personen, dieren, wezens van een gemengd karakter, gesternten of symbolen, vaak in scènes ondergebracht. De afbeeldingen zijn naturalistisch en gedetailleerd. De ogen worden vaak opvallend groot weergegeven. Ook neuzen, vingers, of de klauwen van dieren worden duidelijk afgebeeld. De afgebeelde scènes kunnen mythisch of religieus van aard zijn, maar ook jacht- of oorlogstaferelen, landschappen en friezen met dieren komen voor. De afgebeelde personen of dieren staan niet allemaal op hetzelfde niveau en verschillen ook in grootte. In de laag Ib nam het gebruik van rolzegels af ten gunste van gestempelde zegels, ze kregen een meer Mesopotamisch karakter.

## Zangers van Kaniš
In de Hettitische tijd is in rituele teksten vaak sprake van de „Zanger(s) van Kaniš/Neša“. Zij zongen in het Hettitisch. Dat betekent dat de godheden die daarmee vereerd werd ook Hettitisch moeten geweest zijn. In de oud- en midden-Hettitische tijd werden daarbij de beschermgod Inar en de Triade Aškašepa, „Koningin“ (dMUNUS.LUGAL, Hett. Ḫaššušara) en Pirwa aangeroepen. In de nieuw-Hettitische tijd treedt een grotere groep goden op de voorgrond die door onderzoekers de „Kanesische Kring“ genoemd wordt. Bij de al genoemde godheden voegen zich nog de zevengodheid (dVII.VII.BI), de tuingodin Maliya en een paar minder belangrijke godheden zoals „de gunstige dag“, de hofgeest Ḫilašši of de goddelijke smid Ḫašammili. Ook de godin Kamrušepa wordt tot de Kanesische Kring gerekend. Van deze godheden zijn bewijzen gevonden voor Pirwa en Aškašepa voor de kārum-tijd, en als theofoor deel van een persoonsnaam ook Inar, Maliya en Ḫašušara.

## Diversen
Het oud-Hettitische Bericht van Puḫanu uit de tijd van Ḫattušili I. bevat een liedje dat als volgt begint:
Nésas wáspes, Nésas wáspes // tiya-mmu tiya
Kleren van Neša, kleren von Neša, leg mij neer, leeg neer